# 闫村社区
闫村社区是中华人民共和国山东省泰安市东平县东平街道下辖的一个村级行政单位。该社区位于东平县城北部，共有居民398户，1400人。
该社区拥有等30余家民营企业。2006年至2012年，该社区连续7年为山东省“省级文明社区”。